# Palazzo Guarna
Palazzo Guarna è uno storico palazzo del centro della città di Reggio Calabria e occupa parte dell'isolato delimitato dal corso Vittorio Emanuele III e le vie Osanna e Fata Morgana. Al tempo della costruzione, iniziata nel 1921, durante i lavori di scavo delle fondamenta del palazzo è venuto alla luce un mosaico romano di età imperiale raffigurante scene di palestra.

## Descrizione architettonica
Il palazzo richiama alla mente forme neoclassiche con influssi dell'architettura liberty nelle ricche decorazioni a motivi floreali presenti nelle cornici delle aperture e nella balaustra del terrazzo. Il fronte principale è composto da un seminterrato e da un pianterreno trattato a bugnato poco accentuato e da un primo piano a intonaco liscio con bugnatura agli spigoli e nella parte centrale. Al palazzo vi si accede attraverso un grande portale ad arco a tutto sesto affiancato da due grandi colonne con capitello classico che sostengono il balcone balaustrato del piano nobile. Al piano terra per tutti i prospetti si aprono una serie di finestre architravate con cornice in leggero aggetto nella parte superiore e adorna di ricche decorazioni floreali. Al piano superiore, su entrambi i lati del balcone centrale e per tutti i prospetti, affacciano due serie di balconi balaustrati e sorretti da grandi mensole le cui aperture ad arco risultano forninte di una cimasa superiore curva in aggetto, arricchita da disegni che riprendono le linee decorative delle aperture del piano inferiore, e di lesene piatte con capitello ionico ai lati. Il tutto è concluso da un ricco cornicione di gronda che si innalza per formare un arco in corrispondenza delle aperture dei balconi ad angolo e da una balaustra ritmata da una serie di pilastrini che protegge il terrazzo.

## Il mosaico di età imperiale
Nel 1922 nell'area di Palazzo Guarna, presso l'angolo sud, fu scoperto un pavimento in mosaico con la raffigurazione di scene di palestra. Il soggetto del mosaico, in tessere bianche e nere, rappresenta due gruppi: da un lato, a sinistra, vi sono due atleti nudi che si affrontano in un incontro di pancrazio, con accanto un uomo ammantato, il giudice, che in mano regge un ramo di palma, dall'altro due atleti impegnati in un incontro, forse di pugilato, e il loro allenatore - giudice di gara. In alto, ai margini sono scritti in greco con tessere nere i nomi dei lottatori. Uno, Primoros, porta un nome egiziano, l'altro, Damas, è un noto lottatore figlio di un omonimo campione di lotta, Marco Antonio Damas: entrambi professionisti itineranti che partecipavano a gare in tutto l'impero romano. Il mosaico misura m 3,55x5,50, la densità delle tessere varia da 40 a 55 unità circa per decimetro quadrato. È stato datato all'età severiana (200-225 d.C.) e per il soggetto della scena si è ipotizzato che fosse il pavimento della palestra di un edificio termale.